# Corps Rhenania Würzburg
 (octobre 2024).
Le contenu est difficilement compréhensible vu les erreurs de traduction, qui sont peut-être dues à l'utilisation d'un logiciel de traduction automatique.
Le Corps Rhenania Würzburg est une association étudiante colorée et obligatoire au sein de l' Association des convents de anciens de Kösen (KSCV). Il rassemble des étudiants et anciens élèves de l'Université Jules-Maximilien de Wurtzbourg et de l'Université technologique de Wurtzbourg-Schweinfurt (de). Les membres du corps sont appelés Rhénans de Wurtzbourg.

## Couleur et devise
Le Rhenania a les couleurs bleu marine-blanc-rouge coriandre avec percussions dorées. Un chapeau blanc est également porté. Les renards rhénans portent un ruban de renard blanc et rouge coriandre avec percussion argentée. La devise est Amico pectus, hosti frontem ! (« La poitrine à l’ami, le front à l’ennemi »)

## Histoire

### Fondation

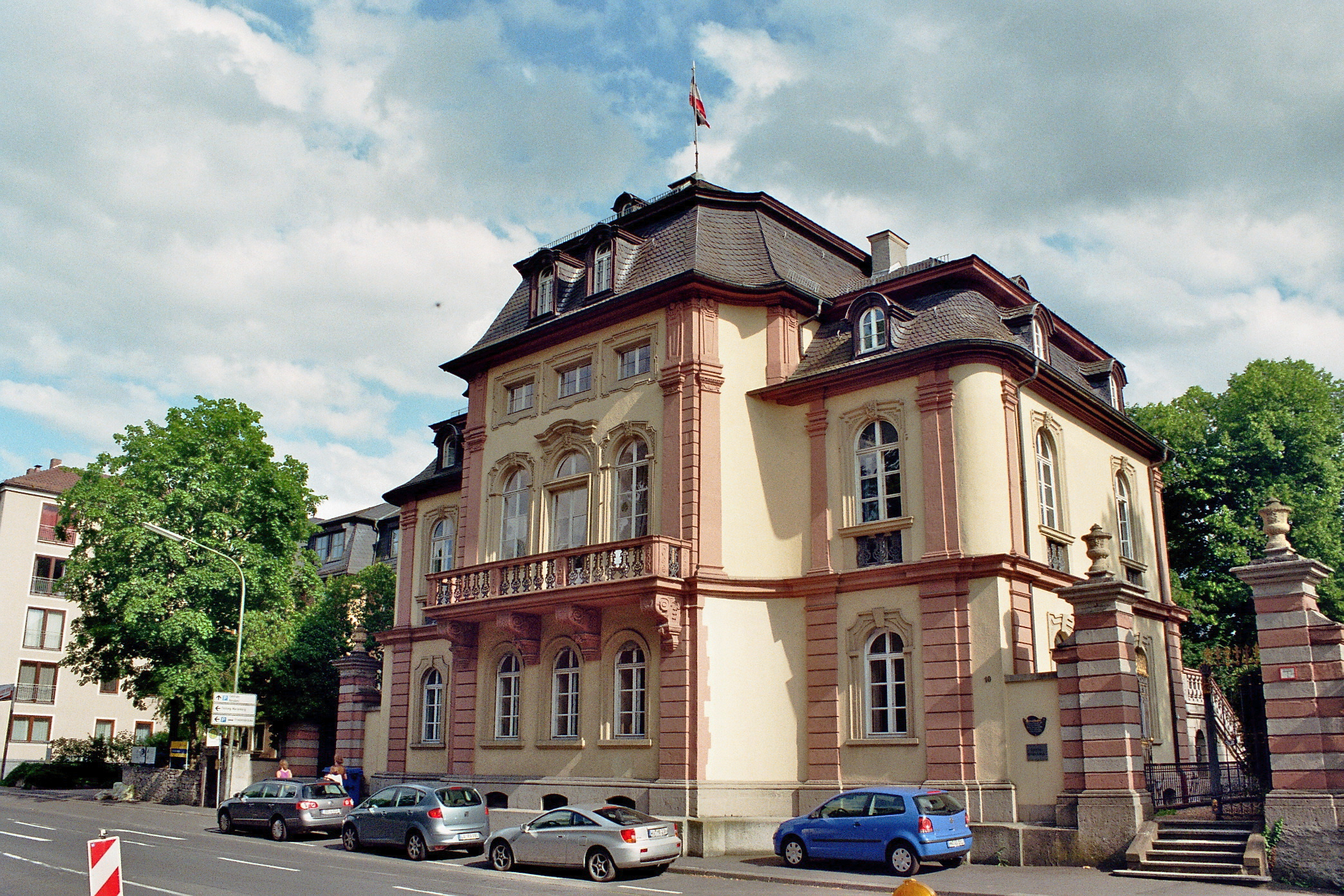
Le « Huttenschlösschen », maison du corps du Rhenania Würzburg depuis 1884

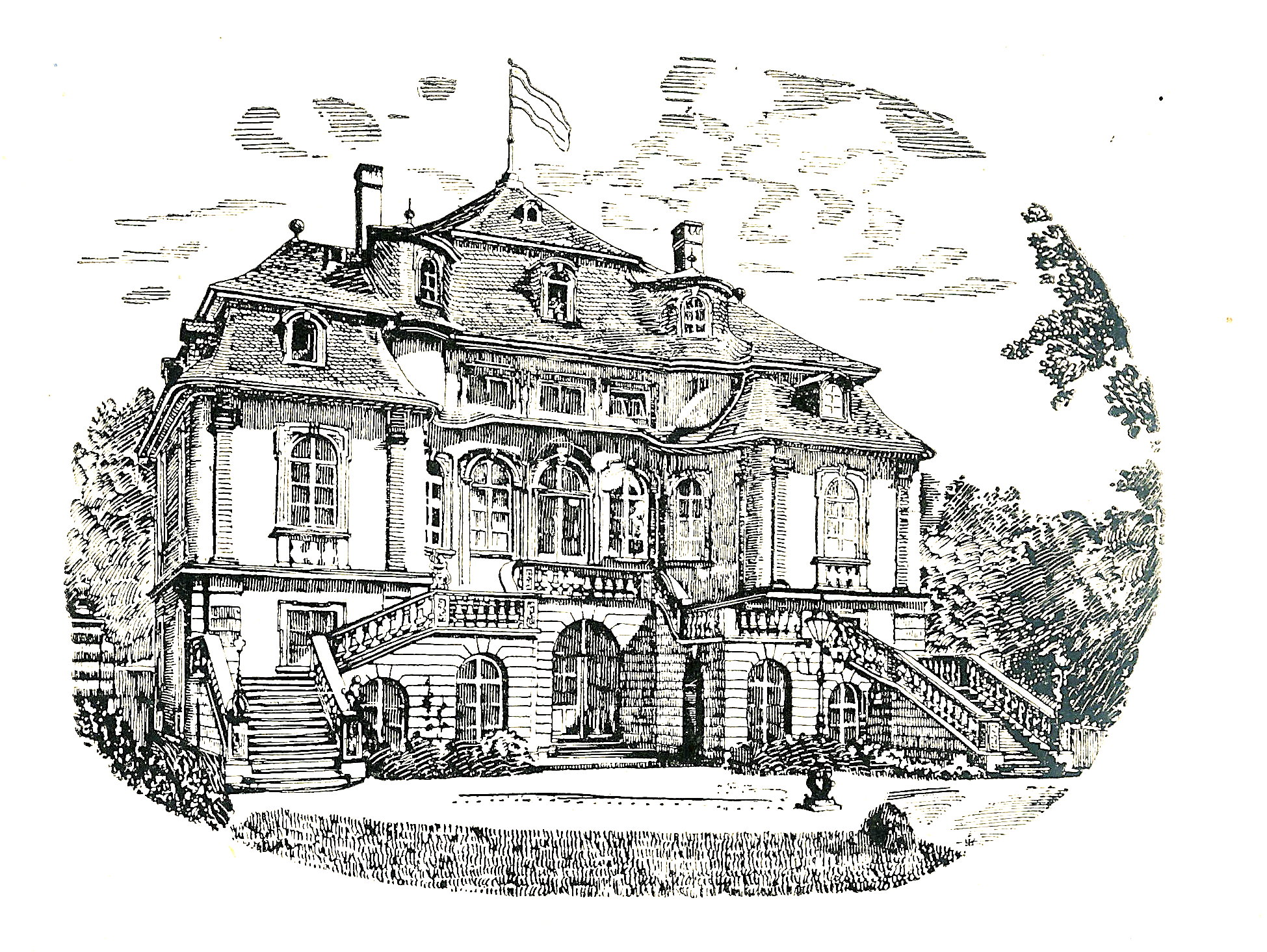
Huttenschlösschen 1910, vue du côté jardin

Le corps est fondé le 23 janvier 1842 par quatorze étudiants de l'Université Jules-Maximilien. Il n'y a aucun lien avec le corps du même nom qui existait auparavant à Wurtzbourg. Parmi les donateurs se trouvent dix étudiants du corps appartenant aux corps Franconia München (de), Rhenania Gießen, Rhenania Heidelberg (de), Rhenania Bonn (de), Starkenburgia (de), Suevia Heidelberg, Palatia Heidelberg et Guestphalia Heidelberg (de). Le moteur de la nouvelle fondation est l'avocat Ludwig Munzinger (de), membre de la Franconia München et plus tard membre honoraire de la Rhenania. Le 28 octobre 1843, le corps reçoit l'approbation ministérielle. Cependant, sous la pression des autorités, qui soupçonnent une tendance francophile dans le nom et les couleurs, il doit apparaître publiquement au premier semestre sous le nom de Rheno-Palatia et les couleurs bleu-blanc-orange. Jusqu'en 1857, la grande majorité des membres viennent du Palatinat rhénan.
Le 15 février 1859, les 5 corps du convent des anciens de Wurtzbourg (de), Franconia, Moenania (de), Baviara (de), Nassovia et Rhenania décident de rejoindre l'Association des convents des anciens de Kösen (KSCV). Après cela, la composition du convent des anciens a constamment changé.

### Le Corps à l'époque nationale-socialiste
À l'époque nationale-socialiste, les anciens dirigeants soutiennent initialement la camaraderie Albert l'Ours, basée à la maison du corps de Nassovia. En raison de la forte augmentation du nombre de membres, la communauté Wennemacher se sépare de la camaraderie en 1939 et déménage son siège à la Rhenanenhaus avec le consentement des anciens dirigeants rhénans. En mai 1940, elle adopte le nom de camaraderie Balthasar Neumann, qui prend de plus en plus des caractéristiques d'entreprise et organise ses premières remises de diplômes en juillet 1941. Depuis le semestre d'été 1943, les opérations du corps d'armée reprennent en grande partie de manière régulière. Pendant la période de camaraderie, les documents d'archives de Rhenania enregistrent 138 mensurs. Wurtzbourg devient ensuite un fief pour les étudiants en armement pendant la Seconde Guerre mondiale. Un point culminant de la tradition subversive est la réunion commune de toutes les associations étudiantes (existant secrètement) le 17 juillet 1944 à la maison du corps Rhenania. Même s'il est gardé dans le plus strict secret, il s'agit d'une provocation particulière ; Car au même moment, le corps étudiant allemand célèbre son 25e anniversaire avec un grand rassemblement en présence du leader étudiant du Reich Gustav Adolf Scheel - à seulement deux pâtés de maisons.

## Maison de corps
La maison du corps Rhenania est située à Sanderau à Wurtzbourg . En novembre 1884, le corps achète le Huttenschlösschen baroque à Wurtzbourg, construit en 1720 pour le prince-évêque de Wurtzbourg Christoph Franz von Hutten, qui est encore utilisé aujourd'hui comme maison du corps. La Rhénanie possède la plus ancienne maison de corps d'Allemagne. En raison de l'élévation du Mainkai, l'ensemble du bâtiment est détruit en 1902 et pivoté de 90°. La maison est touchée par une seule bombe lors du bombardement de Wurtzbourg le 16 mars 1945 et brûle entièrement. Après la guerre, le château est reconstruit avec l'aide des frères de corps et inauguré cérémonieusement en 1952.

## Relations extérieures
- Franconia München (de) (1855)
- Teutonia Gießen (de) (1869)
- Franconia Jena (de) (1873)
- Borussia Breslau (de) (1875)
- Hasso-Borussia (1882)
- Holsatia (1890)
- Albertina (2008)
- Guestphalia Halle (de) (contrat de présentation officiel depuis 2019)

## Récipiendaires de la médaille Klinggräff
Les personnes suivantes ont reçu la médaille Klinggräff de l'Association des anciens étudiants de corps (de) :
- Karsten Sassenscheid (1997)
- Matthias Bockmeyer (2008)
- Markus Völckel (2023)

## Membres du corps
Par ordre alphabétique

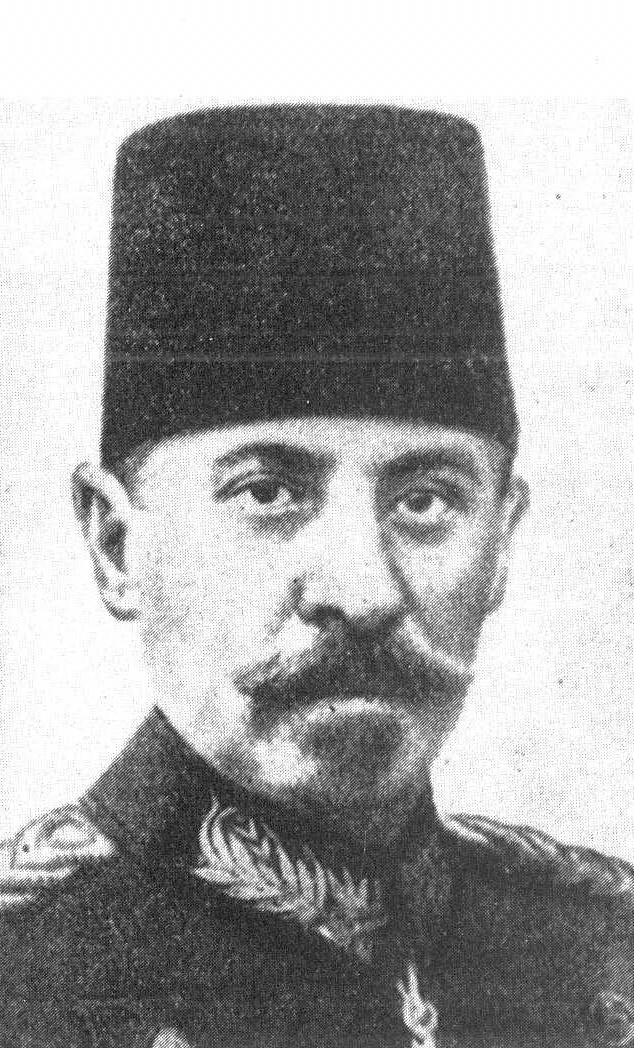
Robert Rieder Pacha

- Oskar von Arnstedt (de) (1840–1914), président du district de Minden
- Ludwig Bach (de) (1865–1912), ophtalmologue, professeur titulaire à Marbourg
- Julius Becher (de) (1842–1907), médecin
- Michael Berger (de) (1944–2002), diabétologue
- Friedrich Börtzler (de) (1909–1993), fonctionnaire ministériel et juge fédéral
- Adolf Boyé (de) (1869–1934), ambassadeur
- Franz Bracht (1877–1933), ministre de l'Intérieur du Reich
- Theodor Brünings (de) (1839–1903), député du Reichstag
- Hans Buchheit (de) (1878–1961), historien de l'art
- Peter Eichhorn (de) (né en 1939), économiste d'entreprise
- Wolfgang Eichhorn (de) (né en 1933), mathématicien à Karlsruhe
- Richard Forthuber (de) (1882–1957), administrateur de l'arrondissement de Landau-en-Palatinat (de) et fonctionnaire communal
- Nicolaus Friedreich (1825–1882), pathologiste à Wurtzbourg et Heidelberg
- Richard Frommel (de) (1854–1912), gynécologue, professeur titulaire à Erlangen
- Gebhard Greiling (de) (1910–2008), Generalarzt de la Luftwaffe
- Carl Hansmann (de) (1852–1917), pionnier de l'ostéosynthèse
- Carl Wilhelm von Heine (de) (1838–1877), chirurgien, président du corps médical allemand à Prague
- Heinrich von Hessert (de) (1833–1907), président du tribunal régional supérieur palatin de Deux-Ponts (de)
- Georg Heym (1887–1912), poète
- Eduard Hilgard (de) (1884–1982), membre du directoire et du conseil de surveillance d'Allianz AG
- Karl Holzapfel (de) (1866–1942), gynécologue à Kiel
- Hanns Jacobsen (de) (1905–1985), avocat et juriste d'entreprise
- Harry Ludewig (de) (1874–1950), ministre d'État du Mecklembourg-Strelitz en 1928
- Emil von Maillot de la Treille (de) (1845–1882), directeur de l'arrondissement d'Altkirch (de)
- Theodor Mayer (de) (1853–1936), conseiller à la Cour impériale
- Julius von Michel (de) (1843–1911), ophtalmologue, professeur ordinaire à Erlangen et Wurtzbourg
- Georg Müller (de) (1849–1897), grand-bailli à Laupheim (de) et Maulbronn (de)
- Peter Müller (de) (1836–1922), gynécologue, recteur de l'université
- Ludwig Munzinger (de) (1849–1897), directeur de l'arrondissement de Wissembourg (de), conseiller chargé des conférences auprès du gouverneur impérial pour l'Alsace-Lorraine
- Ludwig Munzinger senior (1877–1957), journaliste, éditeur des archives Munzinger
- Richard von Neimans (de) (1832–1858), explorateur
- Friedrich Neumayer (de) (1857–1933), avocat, président du conseil de surveillance de la filature de fil peigné de Kaiserslautern, de Bender & Co. AG et de Gienanth-Werke AG.
- Fritz Neumayer (1884–1973), ministre régional et fédéral
- Ludwig Popp (de) (1911–1993), bactériologiste
- Robert Rieder (de) (1861–1913), chirurgien, pacha
- Wilhelm Rieder (de) (1893–1984), chirurgien, professeur titulaire à Leipzig
- Ferdinand Riedinger (de) (1844–1918), chirurgien, professeur ordinaire à Wurtzbourg
- Friedrich Franz Roth (de) (1835–1924), médecin, directeur de l'hôpital général de Bamberg
- August Schmid (de) (1869–1947), fonctionnaire ministériel, fonctionnaire des expulsés, président de l'association allemande Ostbund e. V.
- Carl Sick (de) (1856–1929), chirurgien à Hambourg
- Joseph Philipp von Stichaner (1838–1889), président du district de Basse-Alsace, directeur de l'directeur de l'arrondissement de Wissembourg (de)
- Elmar Stöcker (de) (1929–1984), pathologiste et biologiste cellulaire
- Curt Thomalla (de) (1890–1939), médecin et scénariste
- Arthur Thost (1854–1937), médecin ORL et professeur titulaire à Hambourg, membre d'honneur du Club académique
- Johann von Treutlein-Moerdes (de) (1858–1916), fonctionnaire ministériel à Munich
- August von Trott zu Solz (1855–1938), haut président, ministre prussien de l'Éducation
- Werner Wachsmuth (de) (1900–1990), chirurgien, professeur titulaire à Wurtzbourg
- Philipp Wagner (de) (1829–1906), médecin, président de l'Association générale des thermes allemands
- Hans Weidinger (de) (1929–2016), gynécologue à Bayreuth
- Hans Windels (de) (1882–1949), administrateur de l'arrondissement de Leer, député au parlement provincial de Hanovre (de)
- Gustav Wolffhügel (de) (1845–1899), hygiéniste, professeur titulaire à Göttingen
- Ludwig Wullstein (de) (1864–1930), chirurgien
- Ernst Zais (de) (1837–1903), chercheur et mécène
- Wilm Herlyn (de) (né en 1945), politologue et journaliste, rédacteur en chef de la Deutsche Presse-Agentur de 1991 à 2010